# Lars-Erik Skiöld
Lars-Erik Skiöld (Malmö, 1952. március 19. – 2017. május 22. vagy előtte) olimpiai bronzérmes svéd birkózó.

## Pályafutása
Az 1975-ös ludwigshafeni Európa-bajnokságon bronzérmet szerzett. A következő évben a montréali olimpián a negyedik helyen végzett. Az 1977-es hazai rendezésű, göteborgi Európa-bajnokság a döntőben kikapott a keletnémet Heinz-Helmut Wehlingtől és így ezüstérmes lett. Az 1980-as moszkvai olimpián bronzérmes lett.

## Sikerei, díjai
- Olimpiai játékok – kötöttfogás, 68 kg
  - bronzérmes: 1980, Moszkva
- Világbajnokság – kötöttfogás, 68 kg
  - ezüstérmes: 1977, Göteborg
- Európa-bajnokság – kötöttfogás, 68 kg
  - bronzérmes: 1975, Ludwigshafen